# Radio Fidélité
Radio Fidélité est une radio associative chrétienne créée en 1986 qui émet en Loire-Atlantique et en Mayenne, disposant de trois fréquences sur la bande FM, à Nantes, à Châteaubriant et à Pornic. 

## Histoire
L'administrateur de l'association est François Alègre de la Soujeole, général de gendarmerie à la retraite.
En 2017, la radio licencie son seul journaliste et renonce à l'information locale. Le directeur du média dément les rumeurs de radicalisation de la ligne éditoriale.
Le 3 septembre 2018, Radio Fidélité installe ses studios dans de nouveaux locaux à Nantes.
Christophe Cousseau, qui succède comme directeur de la radio à Patrick Lonchampt en 2015, est licencié pour faute grave en 2021, après plusieurs signalements pour harcèlement sexuel de collaboratrices de la station.

## Financement
Selon le média, le financement de Fidélité est pourvu à 70 % par les dons de ses auditeurs et à 30 % par des actions de partenariat, par le Fonds de soutien à l'expression radiophonique et d’une aide du diocèse de Nantes octroyée au titre de la diffusion d’émissions consacrées à l'Église catholique romaine en Loire-Atlantique. 
Les dons des auditeurs connaissent en 2017 une baisse chronique, selon La Croix, qui évoque « un modèle économique fragile ».